# Valaciclovir
El valaciclovir es un éster de L-valina del aciclovir, que se utiliza como medicamento antiviral en el tratamiento de las infecciones causadas por el virus del herpes simple y el virus varicela-zóster.
El valaciclovir es hidrolizado por la enzima valaciclovir hidroxilasa que lo transforma en aciclovir y valina. El aciclovir es la sustancia activa, inhibe la síntesis del ADN viral y se muestra activo frente al virus del herpes simple tipo I y II, virus varicela zóster, citomegalovirus y virus de Epstein-Barr.[cita requerida]
No cura la infección, pero sirve para reducir el dolor y la comezón, así como para ayudar a la sanación de las heridas e impide que se desarrollen nuevamente. Está aprobado para el tratamiento del herpes labial (aftas bucales), para suprimir las recurrencias del herpes genital y para reducir la transmisión de HSV (virus de herpes simple) genital.

## Mecanismo de acción
Antiviral, inhibe la síntesis de ADN y bloquea la replicación viral.

## Farmacocinética
Absorción oral rápida, biodisponibilidad 54.5%. Unión a proteínas 13.5-17.9%. Metabolismo rápido se convierte a aciclovir y l-valina a nivel intestinal y hepático. Excreción en orina y heces. Cmáx = 2.5-3.5 horas.
El valaciclovir es el profármaco L-valiléster del aciclovir.

## Uso del medicamento
El valaciclovir se presenta en forma de tabletas para tomarse por vía oral. Para el tratamiento de los herpes zóster, se toma generalmente cada ocho horas durante siete días. En el tratamiento del herpes genital, se toma dos veces al día durante un periodo de cinco días.
El valaciclovir es ineficaz en la neuritis vestibular aguda.

## Interacciones
Cimetidina, Probenecid: reduce secreción tubular de aciclovir con riesgo de toxicidad.

## Contraindicaciones
En  pacientes inmunocomprometidos, en hipersensibilidad o intolerancia a valaciclovir, aciclovir y sus componentes.

## Efectos adversos
Algunos de los efectos secundarios reportados del valaciclovir son cefalea, malestar estomacal, vómitos, diarrea y/o estreñimiento, dolor abdominal y anorexia.